# Championnat des Comores de football 2016
Navigation
Saison précédente Saison suivante
La saison 2016 du championnat des Comores de football est la trente-deuxième édition de la première division comorienne. Après une phase régionale se déroulant de février à octobre 2016, les champions de première division des trois îles des Comores (Anjouan, Grande Comore et Mohéli) s'affrontent dans une triangulaire en matchs aller et retour au sein d'une poule unique.
C’est le représentant de l’île de Grande Comore, le Ngaya Club, qui est sacré cette saison après avoir terminé en tête du tournoi triangulaire. Il s’agit du tout premier titre de champion des Comores de l’histoire du club.

## Phase régionale
La phase régionale se déroulant de février à octobre 2016. Le classement est établi sur le barème de points classique (victoire à 3 points, match nul à 1, défaite à 0).

### Championnat d'Anjouan
| Rang | Équipe                | Pts | J  | G  | N | P  | Bp | Bc | Diff |
| ---- | --------------------- | --- | -- | -- | - | -- | -- | -- | ---- |
| 1    | Steal Nouvel de SimaT | 34  | 18 | 10 | 4 | 4  | 26 | 21 | +5   |
| 2    | FC Ouani              | 30  | 18 | 8  | 6 | 4  | 27 | 19 | +8   |
| 3    | AS PatsyP             | 30  | 18 | 9  | 3 | 6  | 28 | 22 | +6   |
| 4    | Onze FuséesP          | 29  | 18 | 8  | 5 | 5  | 27 | 19 | +8   |
| 5    | Étoile d'or           | 28  | 18 | 9  | 1 | 8  | 22 | 27 | -5   |
| 6    | Komorozine de Domoni  | 27  | 18 | 7  | 6 | 5  | 24 | 19 | +5   |
| 7    | Miracle Club          | 23  | 18 | 6  | 5 | 7  | 32 | 30 | +2   |
| 8    | Ziarra ClubP          | 17  | 18 | 4  | 5 | 9  | 22 | 27 | -5   |
| 9    | AJS Mutsamudu         | 17  | 18 | 5  | 2 | 11 | 23 | 37 | -14  |
| 10   | Barakani SportP       | 14  | 18 | 3  | 5 | 10 | 21 | 31 | -10  |

| Légende : Qualifications et relégations | Légende : Qualifications et relégations |
| --------------------------------------- | --------------------------------------- |
|                                         | Qualification pour la phase nationale   |
|                                         | Relégation en deuxième division         |
|                                         | T : Tenant du titre                     |

### Championnat de la Grande Comore
| Rang | Équipe                   | Pts | J  | G  | N | P  | Bp | Bc | Diff |
| ---- | ------------------------ | --- | -- | -- | - | -- | -- | -- | ---- |
| 1    | Ngaya Club               | 39  | 20 | 11 | 6 | 3  | 30 | 13 | +17  |
| 2    | JAC de Mitsoudjié        | 33  | 20 | 8  | 9 | 3  | 30 | 15 | +15  |
| 3    | Alizé FortP              | 33  | 20 | 9  | 6 | 5  | 23 | 18 | +5   |
| 4    | Volcan ClubT             | 29  | 20 | 7  | 8 | 5  | 30 | 21 | +9   |
| 5    | Enfants des Comores      | 29  | 20 | 7  | 8 | 5  | 29 | 27 | +2   |
| 6    | Élan Club de MitsoudjéP  | 29  | 20 | 8  | 5 | 7  | 25 | 24 | +1   |
| 7    | US Zilimadjou            | 28  | 20 | 7  | 7 | 6  | 25 | 23 | +2   |
| 8    | Coin Nord de Mitsamiouli | 27  | 20 | 7  | 6 | 7  | 22 | 22 | 0    |
| 9    | FC Male                  | 26  | 20 | 6  | 8 | 6  | 24 | 23 | +1   |
| 10   | FC ChouaniP              | 16  | 20 | 4  | 4 | 12 | 19 | 39 | -20  |
| 11   | Dauphins des ComoresP    | 5   | 20 | 0  | 5 | 15 | 12 | 44 | -32  |
|      | Djabal Club              |     |    |    |   |    |    |    |      |

| Légende : Qualifications et relégations | Légende : Qualifications et relégations |
| --------------------------------------- | --------------------------------------- |
|                                         | Qualification pour la phase nationale   |
|                                         | Relégation en deuxième division         |
|                                         | T : Tenant du titre                     |

- Djabal Club est exclu du championnat après les incidents survenus lors de la 6e journée face à Ngaya Club. Tous ses résultats sont annulés.

### Championnat de Mohéli
Le Fomboni FC est sacré champion de Mohéli, devançant au classement final le tenant du titre, Belle-Lumière de Djoiezi et Ouragan Sport. Il se qualifie donc pour la phase nationale.

## Phase nationale

### Les équipes participantes
- Steal Nouvel de Sima - Champion d'Anjouan
- Ngaya Club - Champion de Grande Comore
- Fomboni FC - Champion de Mohéli

### Les matchs
| Rang | Équipe               | Pts | J | G | N | P | Bp | Bc | Diff |  | Résultats (▼ dom., ► ext.) | Nga | Fom | Ste |
| ---- | -------------------- | --- | - | - | - | - | -- | -- | ---- |  | -------------------------- | --- | --- | --- |
| 1    | Ngaya Club           | 8   | 4 | 2 | 2 | 0 | 6  | 3  | +3   |  | Ngaya Club                 |     | 1-1 | 2-0 |
| 2    | Fomboni FC           | 4   | 3 | 1 | 1 | 1 | 5  | 2  | +3   |  | Fomboni FC                 | 0-1 |     |     |
| 3    | Steal Nouvel de Sima | 1   | 3 | 0 | 1 | 2 | 2  | 8  | -6   |  | Steal Nouvel de Sima       | 2-2 | 0-4 |     |

- La rencontre entre Fomboni FC et Steal Nouvel de Sima n'est pas disputée, sans aucune incidence sur le classement final.

## Bilan de la saison
| Championnat des Comores de football 2016 |                        |
| Champion                                 | Ngaya Club (1er titre) |
| Coupes et trophées                       |                        |
| Vainqueur de la Coupe des Comores 2016   | Volcan Club            |
| Qualifications continentales             |                        |
| Ligue des champions de la CAF 2017       | Ngaya Club             |
| Coupe de la confédération 2017           | Volcan Club            |